# Exocentrus hageni
Exocentrus hageni là một loài bọ cánh cứng trong họ Cerambycidae.